# Río Micay
El Río Micay, es el curso de agua dulce más largo y caudaloso del departamento del Cauca y uno de los principales ríos de la Vertiente del Pacífico colombiano. Al llegar al mar pacífico, entre esteros y manglar forma las islas San José, el Coco, El Sande y Micay. Tiene tres desembocaduras que corresponden a la Boca Micay, la Boca Caimanero y la Bocana del Micay o del Coco. Está ubicado en una de las regiones más lluviosas con más biodiversidad del mundo.
El Río Micay nace entre los cerros de Guabas y el Loro, dentro del municipio de Argelia y recorre territorio de El Tambo y López de Micay. En su trayecto inicial toma una dirección sur-norte formando un valle estrecho y de fuertes gradientes que separa la cordillera occidental de la serranía de Timbiquí, en El Tambo.
Al llegar al Salto de Gurumendy, ubicado al sur de la población de López de Micay sigue su viaje hacia el Océano Pacífico alcanzando una longitud aproximada de 235 km de los cuales cerca de 100 km permiten la navegación en pequeñas embarcaciones. 

## Hidrografía
El Micay, es el río principal de la cuenca hidrográfica conocida como el San Juan de Micay, la hoya hidrográfica más grande del departamento y una de las más importantes del pacífico, la cual abarca un área aproximada de 2.511km²; en su prolongado recorrido tiene numerosos afluentes entre ríos, riachuelos y quebradas entre los cuales se destacan el Huisitó, Mechengue, Agua clara y Topé dentro del municipio de El Tambo, y Chuare, Jolí y Sigúi dentro del municipio de López de Micay. Quebradas merecen mencionarse Murciélago, Guayabal, Iguana, Cabecitas, Santa Bárbara, etc.